# Formule de Binet-Cauchy
Pour les articles homonymes, voir Cauchy et Binet.
 (novembre 2021).
Si vous disposez d'ouvrages ou d'articles de référence ou si vous connaissez des sites web de qualité traitant du thème abordé ici, merci de compléter l'article en donnant les références utiles à sa vérifiabilité et en les liant à la section « Notes et références ».
En algèbre linéaire, la formule de Binet-Cauchy généralise la propriété de multiplicativité du déterminant d'un produit au cas de deux matrices rectangulaires. On peut l'écrire pour des matrices dont les coefficients sont dans un corps commutatif, ou plus généralement dans un anneau commutatif.

## Énoncé
Pour que le produit des matrices A et B existe et soit une matrice carrée, on suppose que A et B sont de formats respectifs m par n et n par m. La formule de Binet-Cauchy s'énonce alors :
Dans cette expression, S décrit les différents sous-ensembles à m éléments de l'ensemble {1, …, n}. Le nombre de ces sous-ensembles est égal au coefficient binomial {\displaystyle {\begin{pmatrix}n\\m\end{pmatrix}}}.
Si m > n, ce nombre est donc nul et la somme est nulle, selon les conventions usuelles sur les sommes vides.
Si m ≤ n, pour chaque S, la matrice  AS est la matrice de format m obtenue en ne retenant que les colonnes de A dont l'indice appartient à S. De même BS est la matrice de format m obtenue en ne retenant que les lignes de B dont l'indice appartient à S.
Dans le cas particulier où m = n, les matrices A et B sont carrées, il y a un seul terme dans la formule de Binet-Cauchy, qui redonne bien la propriété de multiplicativité des déterminants.

### Démonstration
On écrit A sous forme d'une liste de colonnes : A1, …, An, et B en détaillant tous les coefficients. Le déterminant du produit AB est donc, en colonnes, de la forme
{\displaystyle \det(AB)=\det \left(\sum _{{j_{1}}=1}^{n}b_{{j_{1}}1}A_{j_{1}},\dots ,\sum _{{j_{m}}=1}^{n}b_{{j_{m}}m}A_{j_{m}}\right).}
Il faut exploiter la multilinéarité du déterminant, et rassembler les termes correspondant au même det(AS) en utilisant le caractère alterné. Le coefficient devant det(AS) est identifié à det(BS) en reconnaissant la formule de Leibniz.
Cette preuve peut être utilisée pour établir la propriété de produit des déterminants (une version plus géométrique a été établie dans l'article déterminant).

### Généralisation
On peut écrire une forme plus générale de la formule de Binet-Cauchy pour les mineurs d'une matrice. Elle s'écrit de manière élégante grâce à la notion de matrice associée. Soit R un anneau commutatif et {\displaystyle A\in \mathbf {R} ^{n\times m}}. La p-ième matrice associée de A, notée {\displaystyle A^{\left(p\right)}}, a pour éléments les mineurs
obtenus en ne retenant que les lignes d'indices {\displaystyle i_{1},...,i_{p}} et les colonnes d'indices {\displaystyle j_{1},...,j_{p}} et où {\displaystyle \alpha =\left\{i_{1},...,i_{p}\right\}}, {\displaystyle \beta =\left\{j_{1},...,j_{p}\right\}}, {\displaystyle 1\leq i_{1}<i_{2}<...<i_{p}\leq n}, {\displaystyle 1\leq j_{1}<j_{2}<...<j_{p}\leq m}.
Si {\displaystyle A\in \mathbf {R} ^{n\times m}}, {\displaystyle B\in \mathbf {R} ^{m\times q}}, alors
Cette formule reste valide si R est un corps non commutatif, un mineur non nul d'une matrice A étant alors défini comme étant le déterminant de Dieudonné d'une sous-matrice carrée inversible de A 

## Interprétation euclidienne
Si A est une matrice réelle de format m par n, alors le déterminant de la matrice A tA est égal au carré du volume m-dimensionnel du parallélotope engendré dans ℝn par les m colonnes de A.
La formule de Binet-Cauchy montre que cette quantité est égale à la somme des carrés des volumes des projections orthogonales sur les différents sous-espaces de  coordonnées de dimension m (qui sont au nombre de {\displaystyle {\begin{pmatrix}n\\m\end{pmatrix}}}).
Dans le cas m = 1, ces projections orthogonales sont des segments, et on retrouve une forme du théorème de Pythagore.